# 2000-Meter-Lauf
Der 2000-Meter-Lauf ist eine Leichtathletikdisziplin.
Es sind dafür fünf Stadionrunden zu absolvieren. Der Start erfolgt am 100-Meter-Ziel im Stehen („Hochstart“) von einer gekrümmten Startlinie, der sogenannten Evolvente. Der 2000-Meter-Lauf wird im Unterschied zum Meilenlauf  teilweise bereits zu den Langstrecken gerechnet, wird aber nur selten gelaufen. Beim ISTAF Berlin gibt es einen Lauf über diese Distanz, sporadisch auch an Diamond-League-Meetings.

## Rekorde
Bei den Männern liegt der offizielle Weltrekord bei 4:43,13 min und wurde am 8. September 2023 von Jakob Ingebrigtsen in Brüssel aufgestellt. Bei den Frauen liegt der offizielle Weltrekord bei 5:19,70 min und wurde bei der Monaco Diamond League 2024 von Jessica Hull aufgestellt.
Den Europarekord hält bei den Frauen Sonia O’Sullivan in 5:25,36 min gelaufen am 8. Juli 1994 in Edinburgh.
Die deutsche Bestleistung steht bei 5:34,53 min von Konstanze Klosterhalfen 2021, bei den Männern lief Thomas Wessinghage 1982 die Strecke in 4:52,20 min.